# Odboj
Odboj (též odbojové hnutí či odbojová akce) je forma boje proti moci vedená ozbrojenou či neozbrojenou formou s cílem destabilizovat či svrhnout moc a nastolit režim, který moci, proti níž je odboj veden, předcházel nebo režim nový.
Veden může být organizovanou či neorganizovanou ozbrojenou či neozbrojenou skupinou nebo skupinami nebo jednotlivci, a to jak v tzv. domácím prostředí (domácí odboj), tak ze zahraničí (zahraniční odboj). Mocí se rozumí představitelé vládnoucího režimu, okupační správy nebo správy instalované a podporované okupační mocí.
- Ozbrojenou formou se rozumí veškeré útoky proti představitelům okupační správy, okupačním jednotkám, objektům využívaným okupační mocí či okupační mocí považované za důležité, tj. atentáty, přepady, diverzní a sabotážní akce či organizování exilových ozbrojených skupin v zahraničí.
- Neozbrojenou formou se rozumí získávání zpravodajských informací, jejich zpracovávání a vyhodnocování, dále agitace využívající různých prostředků masové komunikace (letáky, rozhlasové vysílání, tzv. černá propaganda) a dále diplomatická aktivita vedená zpravidla v zahraničí příslušníky zahraničního odboje.